# Orgelet
Orgelet é uma comuna francesa na região administrativa da Borgonha-Franco-Condado, no departamento de Jura. Estende-se por uma área de 23.11 km². Em 2010 a comuna tinha 1 650 habitantes (densidade: 71,4 hab./km²).